# Mindre sköldparadisfågel
Mindre sköldparadisfågel (Ptiloris victoriae) är en fågel i familjen paradisfåglar inom ordningen tättingar.

## Utbredning
Fågeln förekommer i regnskog i nordöstra Queensland (Cooktown till Paluma Range).

## Status
IUCN kategoriserar arten som sårbar.

## Namn
Fågelns vetenskapliga artnamn hedrar drottning Viktoria av Storbritannien och kejsare av Indien (1819-1901). Tidigare kallades den Victorias sköldparadisfågel även på svenska, men justerades 2023 till ett enklare och mer informativt namn av BirdLife Sveriges taxonomikommitté.